# Joseph Glanvill
Joseph Glanvill (Plymouth, Devon, 1636 - Bath, Somerset, 4 de novembre de 1680) va ser un filòsof anglès lligat a la Universitat d'Oxford. Va defensar la tolerància religiosa i la interpretació no dogmàtica de la Bíblia. Quant a la filosofia, propugnava una comunicació científica usant el llenguatge comú, en un to divulgatiu, i una postura propera a l'escepticisme moderat. Va oposar-se als judicis sobre bruixeria freqüents al seu temps, on la tendència excessiva era atribuir a màgia fenòmens explicables, segons afirmava, per vies més racionals. La seva obra Saducismus Triumphatus recull diferents casos de bruixeria per intentar desllindar-los d'altres ocurrències similars (ja que sí que pensava que els esperits podien actuar a la Terra.